# K1589/1592、K1590/1591次列车
K1589/1592、K1590/1591次列車是中國鐵路運行於廣東省內湛江至經濟特區汕頭之間的快速旅客列車，自2016年5月15日起開行，自2017年1月5日起停運，由南寧鐵路局南寧客運段負責客運任務，是連接兩地的首對直通旅客列車。列車使用25G型客車，沿黎湛鐵路、河茂鐵路、廣茂鐵路、廣深鐵路、京九鐵路、漳龍鐵路和畲汕鐵路運行，行程1018公里。其中湛江站至汕頭站運行19小時20分，使用車次為K1590/1591次；汕頭站至湛江站運行20小時19分，使用車次為K1589/1592次。值得一提，本班列車雖然只在廣東省內運行，但由於湛江至茂名西區間並非由廣州鐵路集團管轄而歸南寧鐵路局管轄，因此本趟列車為直通快速列車而非管內快速列車。

## 歷史
2016年5月15日，南寧鐵路局增開了湛江至汕頭K1589/1592、K1590/1591次快速旅客列車，經黎湛鐵路、河茂鐵路、廣茂鐵路、廣深鐵路、京九鐵路、漳龍鐵路和畲汕鐵路運行。
2017年1月5日，K1589/1592、K1590/1591次快速旅客列車停運，同時原K1231/1234、K1232/1233次列車改為湛江至深圳東開行，承擔本列車黎湛鐵路、河茂鐵路沿線旅客往來珠三角地區的任務。

## 列車編組
K1589/1592、K1590/1591次列車使用配屬南寧鐵路局南寧車輛段的中國鐵路25G型客車，列車採取19輛車廂編組，但有4節硬座車的欠編。其中硬臥車6輛、硬座車9輛（有4輛欠編），軟臥車、餐車、空調發電車和行李車各1輛，總定員944人。列車車體同時與當時的湛江至上海的K149、K150次列車套跑，具體執行為：湛江開K1590/1591次至汕頭→汕頭開K1589/1592次至湛江→湛江開K150次至上海→上海開K149次至湛江，一共使用6組車底。
| 車廂編號 | 1                | 2-7          | 8            | 9          | 10-18                       | 19           |
| 車型     | KD25G 空調發電車 | YW25G 硬臥車 | RW25G 軟臥車 | CA25G 餐車 | YZ25G 硬座車（15-18車欠編） | XL25G 行李車 |

## 机车交路
K1589/1592、K1590/1591次列车行经的湛江至茂名区间因黎湛铁路、河茂铁路在当时未电气化，使用东风4D型柴油机车牵引；广茂铁路也未实现电气化，因此在茂名西至广州区间采用内燃机车牵引，机车交路由东风4B型柴油机车或东风11型柴油机车牵引;广州至龙川为电气化铁路区间，机车交路由和谐1C型电力机车牵引；龙川至汕头采用内燃机车牵引，机车交路由东风4B型柴油机车或东风4B型柴油机车。
| 车站区段               | 湛江 ↔ 茂名                        | 茂名 ↔ 广州                                         | 广州 ↔ 龙川                        | 龙川↔汕头                          |
| 本务机车 配屬 司機更替 | 东风4D型柴油机车 宁局柳段 南宁司机 | 东风4B型柴油机车/东风11型内燃机车 广铁广段 广州司机 | 和谐1C型电力机车 广铁龙段 龙川司机 | 东风4B型柴油机车 广铁龙段 龙川司机 |

## 时刻表
- 资料截至2016年5月15日。

| K1590/1591次 | K1590/1591次 | K1590/1591次 | K1590/1591次 | K1590/1591次 | 停靠站 | K1589/1592次 | K1589/1592次 | K1589/1592次 | K1589/1592次 | K1589/1592次 |
| 车次         | 里程         | 天数         | 到点         | 开点         | 停靠站 | 到点         | 开点         | 天数         | 里程         | 车次         |
| ------------ | ------------ | ------------ | ------------ | ------------ | ------ | ------------ | ------------ | ------------ | ------------ | ------------ |
| K1590        | 0            | 当天         | —            | 22:10        | 湛江   | 17:10        | —            | 第二天       | 1026         | K1589        |
| K1590        | 27           | 当天         | 22:33        | 22:36        | 遂溪   | 16:23        | 16:26        | 第二天       | 999          | K1589        |
| K1590        | 52           | 当天         | 22:56        | 22:59        | 廉江   | 16:00        | 16:03        | 第二天       | 974          | K1589        |
| K1591        | 101          | 当天         | 23:52        | 00:00        | 化州   | 15:16        | 15:19        | 第二天       | 925          | K1592        |
| K1591        | 122          | 第二天       | 00:22        | 00:28        | 茂名西 | 14:48        | 14:54        | 第二天       | 904          | K1592        |
| K1590        | 132          | 第二天       | 00:41        | 00:56        | 茂名   | 14:13        | 14:35        | 第二天       | 894          | K1589        |
| K1590        | 384          | 第二天       | 05:08        | 05:13        | 肇庆   | 09:12        | 09:16        | 第二天       | 642          | K1589        |
| K1590        | 471          | 第二天       | 07:08        | 07:13        | 佛山   | 06:42        | 06:44        | 第二天       | 555          | K1589        |
| K1590        | 493          | 第二天       | 08:21        | 08:41        | 广州   | 06:00        | 06:18        | 第二天       | 533          | K1589        |
| K1590        | 587          | 第二天       | 10:09        | 10:14        | 东莞东 | 04:42        | 04:48        | 第二天       | 439          | K1589        |
| K1590        | 641          | 第二天       | 10:57        | 11:11        | 惠州   | 03:48        | 03:53        | 第二天       | 385          | K1589        |
| K1590        | 721          | 第二天       | 12:04        | 12:07        | 河源   | 02:42        | 02:48        | 第二天       | 305          | K1589        |
| K1590        | 796          | 第二天       | 13:04        | 13:44        | 龙川   | 01:28        | 01:46        | 第二天       | 230          | K1589        |
| K1590        | 866          | 第二天       | 14:43        | 14:58        | 兴宁   | 00:00        | 00:05        | 第二天       | 160          | K1589        |
| K1591        | —            | 第二天       | ↓            | ↓            | 丰顺   | 22:15        | 22:45        | 当天         | 88           | K1592        |
| K1591        | 966          | 第二天       | 16:21        | 16:25        | 揭阳   | 21:47        | 21:53        | 当天         | 60           | K1952        |
| K1591        | 990          | 第二天       | 16:44        | 16:48        | 潮州   | 21:21        | 21:27        | 当天         | 36           | K1592        |
| K1591        | 1026         | 第二天       | 17:30        | —            | 汕头   | —            | 20:51        | 当天         | 0            | K1592        |

## 运行概况
本趟列车曾为第一趟往来湛江和汕头的列车，同时是暨2004年12月5日往来广州和湛江的2212/2213、2214/2211次列车停运后再度有普速列车往来湛江市中心和广州市中心，因此这趟列车一定程度上受到需要前往珠三角的粤西民众的欢迎。湛江火车站更特地印刷宣传单向旅客宣传该趟列车。同时由于原先往返汕头和茂名的管内快速列车已经停运，这趟列车的开行免去了部分旅客往来粤东和粤西需要在广州、东莞中转的困扰，也受到这部分旅客的欢迎。
但是这趟列车在运行时存在以下的弊端：一是湛江和汕头之间的经济联系不紧密，绝大部分的粤西旅客大部分在广州、东莞下车后，列车再接载广州、东莞需要前往粤东的旅客，反向亦然，跟已经停运的茂名至汕头的管内快速列车概况类似，因此开行直通湛江和汕头的旅客列车必要性不高;二是时刻点不佳且运行速度慢，列车无法与广东发达的公路客运形成竞争关系。
由于列车运行状况较为不理想，因此在2017年1月调图时该趟列车取消，同时原K1234/1231、K1232/1233由南宁改为湛江始发终到，承担该趟列车往来黎湛铁路、河茂铁路沿线至广州、深圳市中心的运输任务，其中调整后的K1234/1231次列车在湛江至茂名西区间基本沿用了K1590/1591次的原时刻表。至于潮汕地区往广州的夕发朝至旅客列车运输，则在2019年4月10日广铁集团开行K9021/9024、K9022/9023次旅客列车才重现。